# Чедвік Трухільйо
Чедвік Трухільйо (Чад Трухільйо, англ. Chadwick A. Trujillo; народ. 1973) — американський астроном.
Після отримання докторського ступеня в Гавайському університеті 2000 року Трухільйо потрапив до обсерваторії Джеміні, де досліджує пояс Койпера і зовнішню Сонячну систему, а також вивчає виникнення Сонячної системи та інших планетних систем. Під час пошуків світлих транснептунових об'єктів він став співавтором, зокрема, відкриття карликових планет Ерида і Макемаке, а також великих астероїдів Квавар, 90377 Седна, 90482 Орк та 26375 1999 DE9.
У березні 2014 року Чадвік Трухільйо і Скотт Шеппард з Інституту Карнегі у Вашингтоні оголосили про відкриття карликової планети 2012 VP113, найдальшої в Сонячній системі.

## Епонім
На його честь названий астероїд 12101 Трухільйо.